# Mads Glæsner
Mads Glæsner (* 18. Oktober 1988 in Tårnby, Dänemark) ist ein dänischer Schwimmer.

## Werdegang
Mads Glæsners erster internationaler Erfolg war der Gewinn der Bronzemedaille über 400 Meter Freistil bei den Kurzbahneuropameisterschaften 2008 in Rijeka. Bereits im Sommer zuvor desselben Jahres, bei den Olympischen Sommerspielen 2008 in Peking, erreichte er über 400 Meter Freistil den zwölften und über 1500 Meter Freistil den 14. Platz.
Bei den Schwimmweltmeisterschaften 2009 in Rom wurde Glæsner Fünfter über 400 Meter Freistil. Wenige Monate später, bei den Kurzbahneuropameisterschaften 2009 in Istanbul gewann er über 400 Meter und über 1500 Meter Freistil jeweils die Bronzemedaille.
Bei den Kurzbahnweltmeisterschaften 2012 gewann er Gold über 1500 Meter Freistil und Bronze über 400 Meter. Seine Dopingprobe war aber positiv auf Levomethamphetamin. Er musste die Medaillen zurückgeben und wurde für drei Monate gesperrt.